# Werner Kleen
Werner Julius Kleen (* 29. Oktober 1907 in Hamburg; † 3. Juli 1991) war ein Hochfrequenztechniker.

## Leben
Werner Kleen studierte Physik in Hannover, Göttingen und am Radiologischen Institut in Heidelberg bei Philipp Lenard und Ferdinand Schmidt (1889–1960), bei dem er 1931 mit der Arbeit Über den Durchgang der Elektrizität durch metallische Haardrähte zum Dr. phil. nat. promovierte und 1936 sich habilitierte. Als zweiter Vorsitzender der Heidelberger Studentenschaft war er im Januar 1930 auf der Gründungsveranstaltung des Heidelberger Nationalsozialistischen Deutschen Studentenbundes aufgetreten. Aus diesem trat er 1932 wieder aus.
1931 bis 1932 war er im Forschungsinstitut der AEG beschäftigt. Von 1932 bis 1946 entwickelte er bei Telefunken in Berlin Elektronenröhren, war ab 1940 Chefingenieur für die Entwicklung von Empfänger- und kleinen Übertragungsröhren und wurde am 1. Juli 1943 zum Laborvorstand RöE 2 ernannt. Im Zweiten Weltkrieg beschäftigte er sich mit Fragen der Mikrowellentechnik.
1946 bis 1950 war er am Forschungszentrum der Compagnie Generale de Telegraphie sans Fil in Paris mit der Erforschung und Entwicklung von Wanderfeldröhren beschäftigt, 1950 bis 1952 lehrte er im Inst. Nacional de Elektrónica Madrid. Als Leiter sowohl nationaler als auch internationaler Wissenschaftlerteams leistete Kleen wichtige Beiträge zur Entwicklung von Wanderfeldröhren.  Von 1952 bis 1967 war er Direktor des Forschungslaboratoriums der Siemens AG, wo er u. a. eng mit Klaus Pöschl zusammenarbeitete und publizierte. Seit 1968 war er in den Niederlanden Direktor des European Space Research and Technology Centre in Noordwijk. Als Generalbevollmächtigter Direktor der Siemens & Halske AG ging er in den Ruhestand. Er lehrte auch an der Technischen Universität Stockholm.

## Ehrungen
- 1950 Ehrenplakette der Svenska Technolog-Föreningen (Stockholm)
- 1955 Gauß-Weber-Medaille der Universität Göttingen
- 1957 Fellow of the Institute of Radio Engineers (New York)
- 1956 Ernennung zum Honorarprofessor der TH München
- 1978 VDE-Ehrenring[7]
- 1982 IEEE Frederik Philips Award

## Veröffentlichungen (Auswahl)
- Über den Durchgang der Elektrizität durch metallische Haardrähte (Dissertation); 1931
- Grundlagen und Kennlinien der Elektronenröhren, mit H. Rothe, in Jonathan Zenneck: Bücherei der Hochfrequenztechnik Band 2; 1940, 1943, 1948, 1951, 1953
- Elektronenröhren als Anfangsstufen-Verstärker; mit H. Rothe, in Jonathan Zenneck: Bücherei der Hochfrequenztechnik Band 3; 1940, 1944, 1948, 1953
- Elektronenröhren als End- und Senderverstärker; mit H. Rothe in Jonathan Zenneck: Bücherei der Hochfrequenztechnik Band 4; 1940, 1953
- Elektronenröhren als Schwingungserzeuger und Gleichrichter; mit H. Rothe, in Jonathan Zenneck: Bücherei der Hochfrequenztechnik Band 5; 1941, 1948
- Einführung in die Mikrowellen-Elektronik, Teil 1 Grundlagen; 1952 in Monographien der elektrischen Nachrichtentechnik; Bd. 16
- Einführung in die Mikrowellen-Elektronik, Teil 2 Lauffeldröhren; mit Klaus Pöschl, 1958 in Monographien der elektrischen Nachrichtentechnik; Bd. 16
- Hochvakuum-Elektronenröhren; Band 1, Physikalische Grundlagen; mit H. Rothe, 1955
- Laser: Verstärkung durch induzierte Emission, Springer Berlin 1969

## Belege
1. ↑  Naturwissenschaftliche Rundschau 44. Jg. 1991
2. ↑  Philipp Lenard: Erinnerungen eines Naturforschers, S. 264.
3. ↑  Die Universität Heidelberg im Nationalsozialismus
4. ↑  IEEE: Xplore Download
5. ↑  Jubiläen und Biografien 2007 (Oktober) (Memento vom 23. September 2015 im Internet Archive)
6. ↑  Werner Kleen: Physik des 1/f-Rauschens. In: Physik in unserer Zeit. 14, 1983, S. 107–115, doi:10.1002/piuz.19830140403.
7. ↑  VDE-Ehrenring. Abgerufen am 31. Januar 2018.
8. ↑  uni-karlsruhe.de: Gerhard K. Grau